# Hibbertia glebosa
Hibbertia glebosa är en tvåhjärtbladig växtart. Hibbertia glebosa ingår i släktet Hibbertia och familjen Dilleniaceae.

## Underarter
Arten delas in i följande underarter:
- H. g. glebosa
- H. g. oblonga